# Rivolta di Genova
La rivolta di Genova del 5 dicembre 1746 è stata un'insurrezione avvenuta durante la guerra di successione austriaca a Genova nel quartiere di Portoria. I cittadini genovesi, infatti, insorsero contro gli austriaci e riuscirono a liberare la città dopo giorni di combattimenti. Il fatto è passato alla storia anche grazie alle azioni del giovane Balilla che per primo, con il lancio di pietre, si oppose al comando austriaco. Come simboli di libertà, amor di patria e coraggio, Balilla e la rivolta stessa hanno contribuito a formare le basi del pensiero risorgimentale Italiano.

## Antefatto

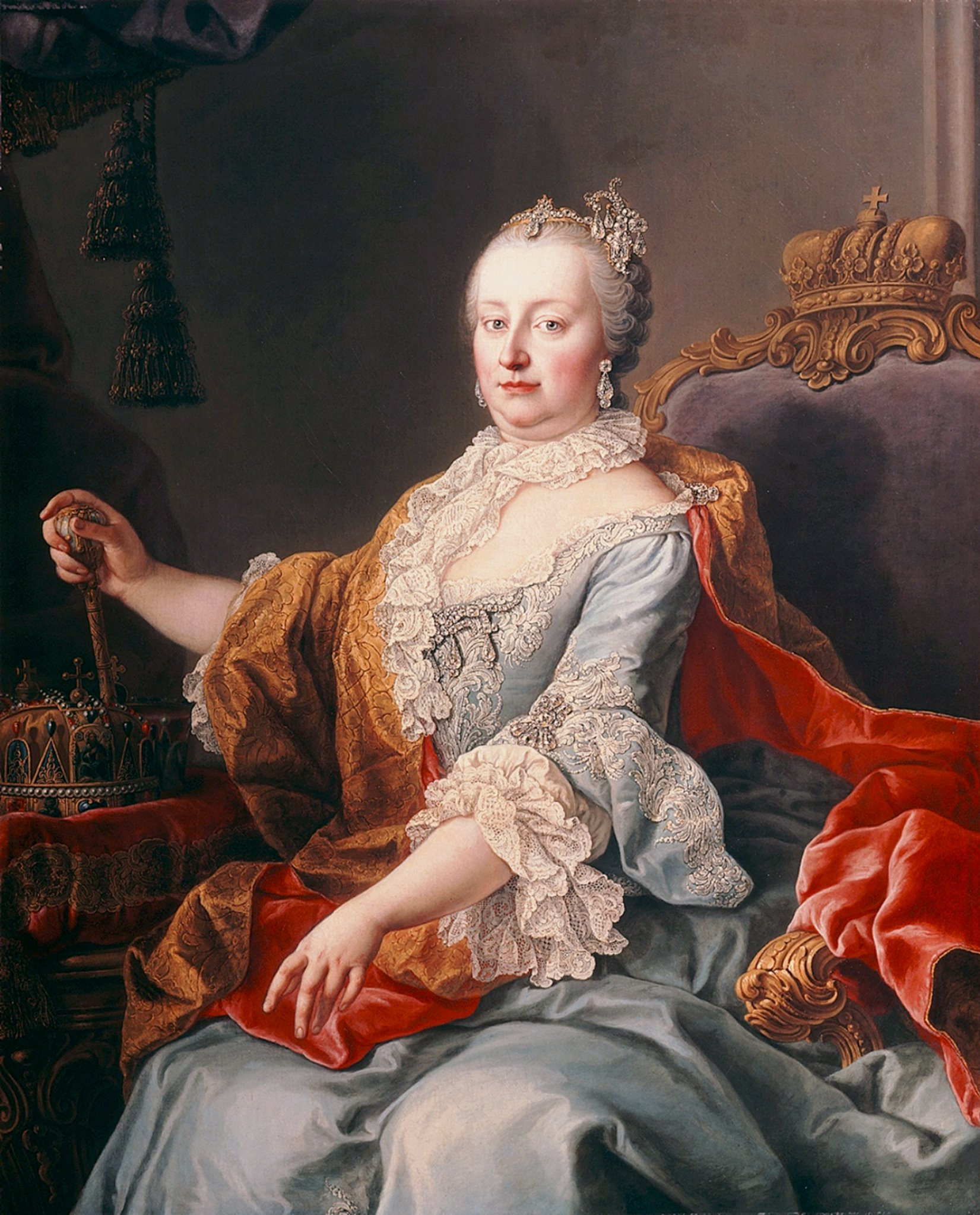
Maria Teresa d'Austria, arciduchessa regnante d'Austria dal 1740 al 1780

La rivolta avvenne durante un periodo di grande disordine politico in Europa, che vide susseguirsi una serie di guerre alla quale parteciparono le maggiori potenze dell'Europa settecentesca. Una di queste, la guerra di successione austriaca, combattuta tra il 1740 e il 1748, vide alcuni Stati europei coalizzati contro l'Austria per impedire l'ascesa al trono imperiale di Maria Teresa, figlia di Carlo VI. L'imperatore, essendo privo di eredi maschi e rendendosi conto dell'impossibilità di averne, aveva abrogato la legge salica (che escludeva le donne dalla successione al trono) e stabilito, con la Prammatica Sanzione il diritto alla successione anche per la discendenza femminile. La Prammatica Sanzione, che assicurava la successione alla figlia Maria Teresa, era stata riconosciuta dalle maggiori potenze europee.
Ma quando Carlo VI morì, nel 1740, il nuovo re di Prussia Federico II, gli elettori Carlo Alberto di Baviera e Augusto III di Sassonia, il re di Spagna ed il re di Sardegna non si ritennero vincolati dai patti. La Prammatica Sanzione risultò dunque inutile nella lotta per il potere in Europa.
Federico II si mosse per primo ed occupò la Slesia, allora parte del ducato d'Austria. Seguendo la sua tradizionale linea anti-asburgica, anche la Francia entrò in campo, a fianco appunto della Prussia, della Spagna, della Baviera, della Sassonia e del Regno di Napoli. A favore di Maria Teresa intervennero invece l'Inghilterra, l'Olanda e il Regno di Sardegna. La piccola Repubblica di Genova aveva poco a che vedere con questo conflitto, anche se poi fu profondamente coinvolta in esso. La guerra fu combattuta su diversi fronti, in particolare in Germania, in Italia, in Belgio e nelle colonie.

## L'invasione

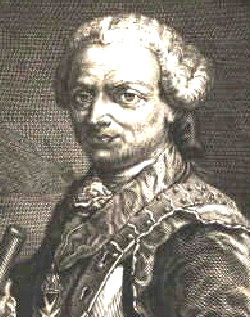
Ritratto del comandante austriaco Antoniotto Botta Adorno

Nella prima metà del Settecento, la Repubblica di Genova stava vivendo un periodo di difficoltà, viste le mire espansionistiche che le potenze europee avevano su di lei. Durante il conflitto, con il trattato di Aranjuez del 1º maggio 1745, aveva aderito all'alleanza franco-ispanico-napoletana. La Repubblica da almeno un secolo cercava di rimanere in totale neutralità all'interno dei conflitti europei, tuttavia si era già dovuta difendere da varie aggressioni, soprattutto da parte della Francia e della Casa Savoia. In particolare contro questi ultimi erano stati combattuti due conflitti nel corso del XVII secolo, che tuttavia non avevano esaurito le volontà espansioniste piemontesi, e anche in tempo di pace periodi di tensione cronica ai confini tra i due Stati avevano causato la mobilitazione delle truppe genovesi in altre occasioni. La scelta di entrare in guerra fu dovuta alla necessità della Repubblica di Genova di difendere i propri diritti nell'acquisizione del Marchesato di Finale: questo territorio, che in precedenza era stato un feudo imperiale legato alla Spagna, era stato acquistato dallo stato ligure per una forte somma, tuttavia l'Imperatrice Maria Teresa aveva deciso di infeudarlo illegittimamente a Casa Savoia.  Genova perciò tentò di dichiarare guerra soltanto al Regno di Sardegna e con l'Impero Austriaco limitatamente al suo obiettivo del Marchesato, sperando di non entrare in conflitto anche con la Gran Bretagna, tuttavia senza successo. La repubblica mobilitò 12 000 uomini, con un corpo di 8 000 uomini che avrebbe seguito l'esercito delle tre corone Francese, Spagnola, e Napoletana. Dopo un'iniziale campagna favorevole ai collegati che li portò conquistare gran parte dei territori a sud del Po grazie alla vittoria nella battaglia di Bassignana sul Tanaro,  le sorti del conflitto si rovesciarono decisamente con la Battaglia di Piacenza, a seguito della quale le forze austriache costrinsero alla ritirata le forze collegate e dilagarono fino all'Appennino ligure.
In Spagna intanto a Filippo V era successo Ferdinando IV, con il quale era cambiata la politica spagnola. Appena possibile perciò venne ordinato al marchese de La Mina, generale spagnolo, di ritirarsi. Allo stesso modo fecero anche le forze francesi lasciando così Genova esposta all'offensiva asburgica. Le truppe genovesi nella pianura padana non poterono far altro che rinchiudersi nelle principali fortezze dell'Oltregiogo, a Gavi e Novi, dove resistettero fino a quando non fu dato loro l'espresso ordine di arrendersi dai Serenissimi Collegi, il governo genovese, a seguito dell'occupazione di Genova.
Senza alcun ulteriore ostacolo, gli austriaci scavalcarono i passi appenninici e calarono sulla città, mentre i piemontesi si diressero verso Savona per prenderne possesso. Gli austriaci erano comandati da Antoniotto Botta Adorno il quale aveva il desiderio di vendicare il padre, patrizio genovese, che era stato condannato in contumacia alla pena capitale e alla confisca dei beni proprio dalla Repubblica di Genova.
A questo punto il governo genovese compì una serie di valutazioni, comprese diverse erronee: il numero effettivo di uomini del Botta Adorno venne sovrastimato, così come era stata sottovalutata la resistenza delle imponenti mura di Genova - uno dei più grandi e muniti sistemi difensivi d'Europa dell'epoca. Tanto più che gli austriaci scelsero un pessimo posto per accamparsi, il letto apparentemente in secca del torrente Polcevera, una posizione totalmente esposta e che poco prima dell'inizio della rivolta si allagò a causa di un acquazzone. Allo stesso tempo però, i collegi temevano che opporre resistenza avrebbe potuto portare ulteriori truppe nei dintorni di Genova, quelle piemontesi. Infatti, proprio i Savoia rappresentavano il rischio maggiore per l'esistenza stessa della Repubblica, a differenza dell'Austria, che non aveva interesse nell'annettere un territorio lontano dai suoi confini, o di rafforzare eccessivamente l'alleato sardo.
Il 5 settembre gli austriaci si presentarono sotto le mura di Genova, che chiese frettolosamente la pace. Il Botta Adorno accettò, costringendola a sottostare a una serie di dure restrizioni. Genova doveva cessare ogni ostilità, consegnare al nemico le porte della città, cedergli le proprie artiglierie, lasciare libero il passaggio nel territorio alle truppe austriache, mandare a Vienna il doge e sei senatori a implorare il perdono e soprattutto pagare un fortissimo tributo di guerra: tre milioni di scudi d'argento, una somma pari alle entrate che la Repubblica percepiva in cinque-sei anni. I patti suddetti dovevano essere accettati entro ventiquattro ore. Genova perciò fu costretta ad accettare le pesanti condizioni e a pagare l'indennità in tre rate: una entro due giorni, la seconda entro otto giorni e la terza entro quindici giorni. Genova, non avendo tale disponibilità economica, chiese uno sconto, ma il Botta Adorno non solo rifiutò, ma alzò la quota di un altro milione, mettendo in ginocchio la città, che dovette aumentare la pressione finanziaria e peggiorare le già difficili condizioni del basso popolo.

## La rivolta

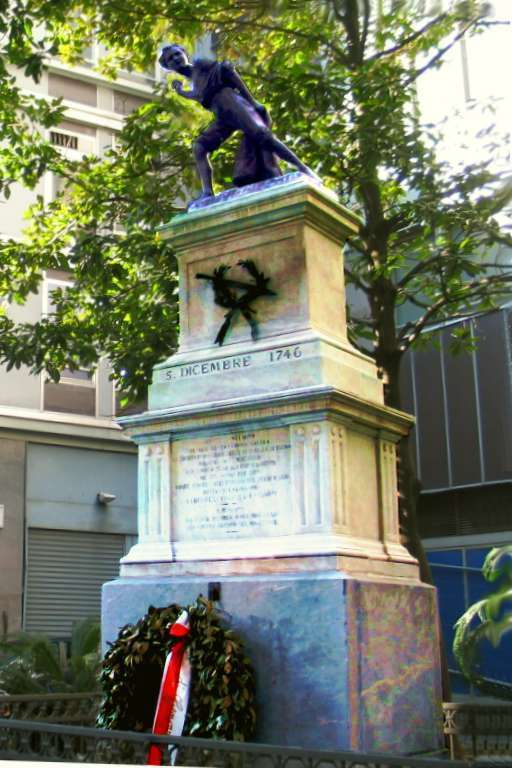
La statua di Balilla, quartiere di Portoria, Genova

Gli Austriaci si comportavano in maniera arrogante, erano violenti e maltrattavano i cittadini. Il 5 dicembre dello stesso anno, però, dopo mesi di sofferenze, quasi casualmente si presentò l'occasione per cambiare le sorti della città. Un reparto austriaco, infatti, stava trasportando un mortaio attraverso il quartiere Portoria, quando il mortaio rimase impantanato nel fango. L'ufficiale ordinò con arroganza ai popolani presenti di rimuoverlo dal fango e non ottenendo risposta arrivò ad usare la forza. All'ordine, tuttavia, rispose un ragazzo di appena 11 anni, Giovan Battista Perasso, conosciuto in seguito come Balilla, che affrontò gli invasori con il lancio di una pietra, al grido «Che l'inse?» cioè «Comincio io?», «La comincio?», o secondo altre testimonianze, «La rompo?», seguito poco dopo dalla folla che riunitasi intorno al mortaio mise in fuga il reparto austriaco. Il giorno seguente alcuni soldati austriaci si presentarono nuovamente sul posto per rimuovere il mortaio, ma furono accolti da sassate e fucilate e furono costretti a fuggire nuovamente. Il popolo quindi cominciò a farsi coraggio, riuscì a procurarsi le armi, a tirar su barricate e a rispondere agli spari degli invasori.
La rivolta durò tre giorni, con gli austriaci che ribattevano con forza. «Il Botta ha la testa dura, ma il popolo l'ha più dura di lui » disse un nobile genovese. Il 9 dicembre il popolo genovese e gli austriaci giunsero ad una tregua. Il popolo insorto si era già organizzato in un Quartier generale del popolo, che dopo poco tempo verrà trasformato in Assemblea del popolo, una sorta di governo parallelo che prendeva decisioni militari e diplomatiche ed era indipendente dal governo ufficiale rinchiuso a Palazzo Ducale e completamente impotente. La tregua fu utile per rifornirsi di armi e munizioni ma il Botta Adorno, pur avendo chiesto aiuto a distaccamenti vicini, non vide giungere i soccorsi e decise di lasciare momentaneamente la città. Quando un garzone di osteria, eletto capo-popolo, Giovanni Carbone, ottenne le chiavi della città le riconsegnò al doge dicendo: «Queste sono le chiavi che con tanta franchezza loro signori serenissimi hanno dato ai nostri nemici; procurino in avvenire di meglio conservarle, perché noi con il nostro sangue le abbiamo recuperate».
La guerra però non finì qui. I Genovesi sapevano che gli Austriaci sarebbero tornati, e nonostante la perdita di 4 000 uomini, si organizzarono in maniera tale da respingere i loro attacchi con la costruzione di palizzate, la riparazione delle mura e l'istituzione di una milizia cittadina, che raggiunse i 15 000 uomini. Pur subendo alcune sconfitte pesanti, Genova non si arrese e riuscì a respingere definitivamente gli Austriaci anche grazie al fatto che questi, ormai decimati, vennero a sapere che le milizie Franco-Ispaniche stavano muovendo in difesa della Repubblica. Per evitare una disfatta, allora, ritirarono definitivamente l'idea di conquistare la città. Genova era perciò salva, grazie al coraggio dei suoi cittadini che, insorgendo contro gli invasori, erano riusciti a liberarla.

## Personaggi che contribuirono alla rivolta
L'azione di Balilla non fu l'unico gesto eroico della rivolta: altri genovesi si distinsero per il loro coraggio. Uno di questi fu Gian Battista Ottone, detto Giabatta, artigiano che aveva una bottega in città. Durante la rivolta vedendo passare davanti alla sua bottega due austriaci carichi di oggetti preziosi, prese il fucile e li uccise. Il gesto si sparse rapidamente ed in poco tempo si trovò a capo di una grande folla che marciava per riconquistare la porta di San Tommaso, riuscendoci. Oltre a Gian Battista Ottone, il già citato Giovanni Carbone, Andrea Uberdò, detto lo Spagnoletto, il pescivendolo Alessandro Traverso detto Giobbo, il merciaio Carlo Parma, Carlo Bava e Tommaso Assereto. Fu dunque la volontà della plebe a portare avanti la rivolta, dato che i piani alti della società genovese si erano facilmente piegati al volere dei conquistatori, senza tentativi di difesa. L'aristocrazia infatti, asserragliata a palazzo Ducale, attendeva gli esiti della rivolta, temendo da una parte il saccheggio degli austriaci e dall'altra che l'insurrezione del popolo potesse portare al rovescio del governo.

## La fine della guerra
Due anni dopo la rivolta, nonostante la resistenza di Maria Teresa (che non voleva terminare il conflitto per non lasciare agli avversari alcuni territori quali la Slesia), con la pace di Aquisgrana (1748) la corona imperiale fu riconosciuta a Maria Teresa ed al suo consorte Francesco di Lorena. Federico II ottenne il riconoscimento dell'annessione della Slesia al Regno di Prussia. Per quanto riguarda l'Italia, questa subì il maggior numero di mutamenti; l'Austria tornò in possesso di Milano, il Regno di Sardegna riottenne la Savoia e Nizza, la Spagna cedette il ducato di Parma e Piacenza a Filippo di Borbone, fratello del re di Napoli Carlo che rimaneva in possesso dei regni di Napoli e Sicilia.
Per il resto tutti i contendenti mantennero i loro possedimenti di partenza, senza alcun guadagno né perdita se non quella di uomini. I fatti di Genova risuonarono nelle orecchie dell'opinione pubblica europea, tanto che i giornali dell'epoca esaltarono il coraggio del popolo e sottolinearono la debolezza e l'inettitudine della classe dirigente, totalmente inerme di fronte ai fatti ma pronta a mettersi dalla parte della fazione vincitrice. Per un momento, infatti, sembrò che il potere potesse passare nelle mani del popolo, dato che l'aristocrazia si era comportata in maniera vile mentre il popolo aveva dato grande prova di sé, ma non fu così. Questo infatti si fece nuovamente ammaliare dalle vecchie istituzioni, dai Magnifici, come si facevano chiamare, che promettevano loro nuova prosperità economica.

## Cosa rimane della rivolta e del nome Balilla

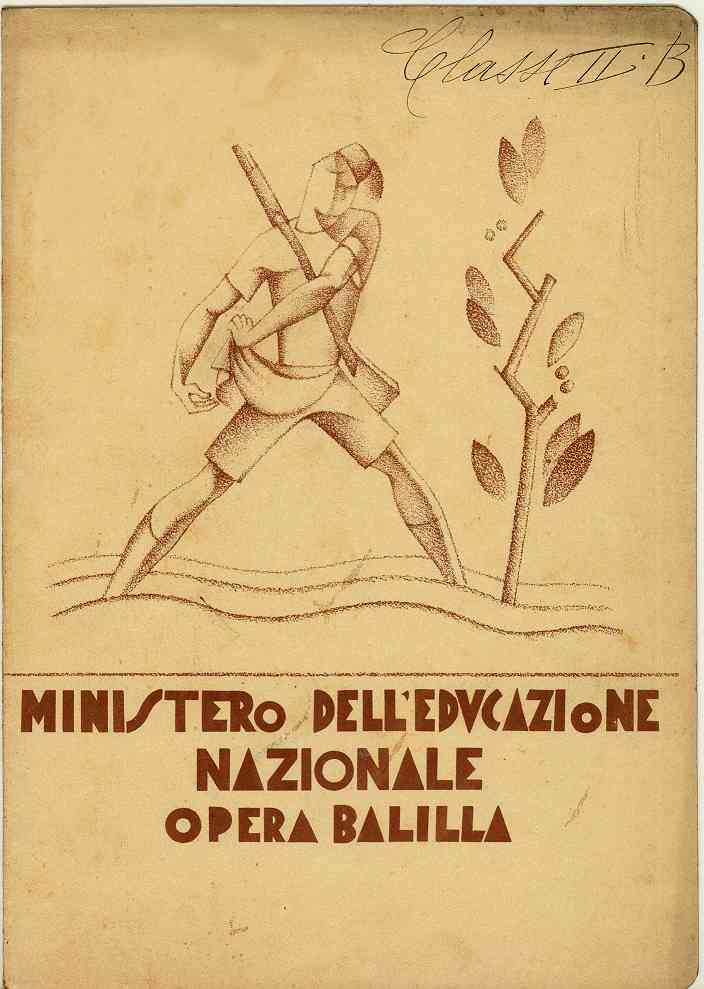
Copertina di una pagella del 1933

La rivolta non fu un avvenimento importante solo per la liberazione della città, ma fu l'esempio di uno spirito ribelle, libero, che sarà la base dei moti rivoluzionari che il secolo successivo scuoteranno l'Europa e soprattutto l'Italia con il Risorgimento. La rivolta infatti è stata ed è ancora considerata un esempio di grande eroismo collettivo, di cui Genova e l'Italia vanno fieri. Goffredo Mameli, nella sua più celebre opera divenuta l'inno d'Italia, scrisse : «I bimbi d'Italia / si chiaman Balilla». L'azione di Balilla infatti è rimasta alla storia per la volontà di difendere i propri concittadini, la propria città, la propria patria dagli invasori, e la rivolta uno stimolo per le generazioni future a lottare per la propria libertà, contro chi cerca di ostacolarla. Nel Novecento Balilla continuò a essere uno dei simboli dell'italianità: la Fiat gli dedicò un'utilitaria la Fiat 508 Balilla, il regime fascista un sommergibile e un Ente per l'educazione dei bambini. Il fascismo infatti aveva l'intenzione di creare un popolo di guerrieri e iniziare gli italiani all'educazione militare. Per questo nacque nel 1926 l'Opera Nazionale Balilla che organizzava i giovani dividendoli in diversi gruppi in base all'età. A Balilla venne anche dedicata una canzone, cantata nelle scuole fasciste, per raccontarne le gesta: «Fischia il sasso / il nome squilla / del ragazzo di Portoria / e l'intrepido Balilla / sta gigante nella storia. / Era bronzo quel mortaio / che nel fango sprofondò / ma il ragazzo fu d'acciaio / e la Madre liberò ». Nel 1929 vennero scritti, inoltre, un inno patriottico genovese intitolato « Che l'inse?» cantata da una squadra di Trallalero chiamata Balilla Portoria, ed una commedia in genovese dell’autore Francesco Augusto Masnata.
L'identità di Balilla in verità non è mai stata accertata. Spesso si fa riferimento a un Gian Battista Perasso nato a Genova in Portoria nel 1735, ma in verità l'Almanacco Ligure attesta l'esistenza di un altro Gian Battista Perasso detto il Balilla di Pratolongo, Montoggio. Nella moderna Genova la via dedicata a Balilla è dedicata a un Gian Battista Perasso nato nel 1729, identificabile con il Balilla di Montoggio. Sono stati fatti molti studi, ma nessuno ha ancora la certezza dell'identità di Balilla, anche per il fatto che dopo la rivolta per circa un centinaio di anni nessuno si era mai preoccupato di individuare il nome del ragazzo, rinvenuto poi tramite annali e racconti tramandati di generazione in generazione tra le famiglie genovesi.